# Janez Zupanc
Janez Zupanc (ur. 8 grudnia 1986 w Brestanice) – słoweński wioślarz, reprezentant Słowenii w wioślarskiej czwórce podwójnej podczas Letnich Igrzysk Olimpijskich w Pekinie.

## Osiągnięcia
- Mistrzostwa Europy – Poznań 2007 – czwórka podwójna – 6. miejsce[2].
- Igrzyska Olimpijskie – Pekin 2008 – czwórka podwójna – 13. miejsce[1].
- Mistrzostwa Świata – Poznań 2009 – czwórka podwójna – 7. miejsce[2].
- Mistrzostwa Europy – Brześć 2009 – czwórka podwójna – 9. miejsce[2].